# Prefectura de Shiga
La prefectura de Shiga (滋賀県 Shiga-ken?) está ubicada en la región de Kansai sobre la isla de Honshū en Japón. La capital es la ciudad de Ōtsu.

## Historia

Mapa de la Prefectura de Shiga.
■ ― Ciudades / ■ ― Pueblos

Shiga era conocida como la Provincia de Ōmi o Gōshū antes de que se estableciera el sistema de prefecturas. Omi era vecina de Nara y Kioto, y unía el este y oeste de Japón, por lo que Omi era un punto importante en el tráfico y a veces un centro político. Entre los años 667 y 672, el Emperador Tenji fundó un palacio en Otsu. En 742, el Emperador Shōmu fundó otro palacio en Shigaraki. En el Período Heian temprano, Saichō nació en el norte de Otsu y fundó Enryaku-ji, el centro de Tendai y uno de los Monumentos históricos de la antigua Kioto Patrimonio de la Humanidad de la UNESCO en la actualidad.
En el Período Medieval, el clan Sasaki gobernó Omi, y más tarde, el clan Rokkaku, el clan Kyōgoku y el clan Azai gobernaron la ciudad. En la década de 1570, Oda Nobunaga subyugó Omi y construyó el Castillo Azuchi en la orilla este del lago Biwa en 1579. Tōdō Takatora, Gamō Ujisato, Oichi, Yodo-dono, Ohatsu y Oeyo fueron personas importantes de Omi en el Período Sengoku. En esta época, los ninja estuvieron activos en Kōka y formaron la escuela de ninjutsu de Kōga-ryū.
En 1600, Ishida Mitsunari, nacido al este de Nagahama y controlando el Castillo Sawayama, se enfrentó a Tokugawa Ieyasu en Sekigahara, Gifu. Tras la batalla, Ieyasu hizo a Ii Naomasa nuevo señor de Sawayama, y Naomasa estableció el Dominio de Hikone. El dominio es famoso por Ii Naosuke, quien se convirtió en el Tairō del shogunato Tokugawa y llevó a cabo tratados comerciales con las potencias occidentales, rompiendo con el aislamiento de Japón en el siglo XIX.
Con la abolición del sistema han, se formaron ocho prefecturas en Omi, que se unificaron en la Prefectura de Shiga en septiembre de 1872. La "Prefectura de Shiga" se llamó tras el "Distrito de Shiga" debido a que Otsu perteneció al distrito hasta 1898. Entre agosto de 1876 y febrero de 1881, el sureste de la prefectura de Fukui perteneció a Shiga.

## Geografía
Shiga limita con la Prefectura de Fukui al norte, la Prefectura de Gifu al este, la Prefectura de Mie al sureste y la Prefectura de Kioto al oeste.
Algunas áreas de la prefectura incluyen Kohoku (湖北, norte del lago), Kosei (湖西, oeste del lago), Kotō (湖東, este del lago) y Konan (湖南, sur del lago).
El Lago Biwa, el lago más grande de Japón y tercer más antiguo del mundo, se localiza al centro de la prefectura. El Río Seta fluye del Lago Biwa hacia la Bahía de Osaka a través de Kioto. Este es el único río natural que nace en el lago. Todos los otros desembocan en él. Había muchas lagunas alrededor del lago, pero la mayoría fueron reclamadas en la década de 1940.
Shiga corresponde al punto más estrecho de la isla de Honshu. Las llanuras se extienden por la costa este del Lago Biwa. La prefectura está rodeada por cordillera de montañas, con las Montañas Hira y el Monte Hiei al oeste, las Montañas Ibuki al noreste, y las Montañas Suzuka al sureste. El Monte Ibuki es la montaña más alta de Shiga. En Yogo, hay un pequeño lago conocido por la leyenda de una doncella cisne.

## Clima
El clima de Shiga contrasta notablemente entre el norte y el sur. El sur de Shiga suele ser cálido, mientras que el norte es más frío, con nevadas abundantes, por lo que el esquí es una actividad importante. En Nakanokawachi, la villa localizada más al norte de la prefectura, la nieve alcanzó una profundidad de 5,6 metros en 1936.

## Localidades

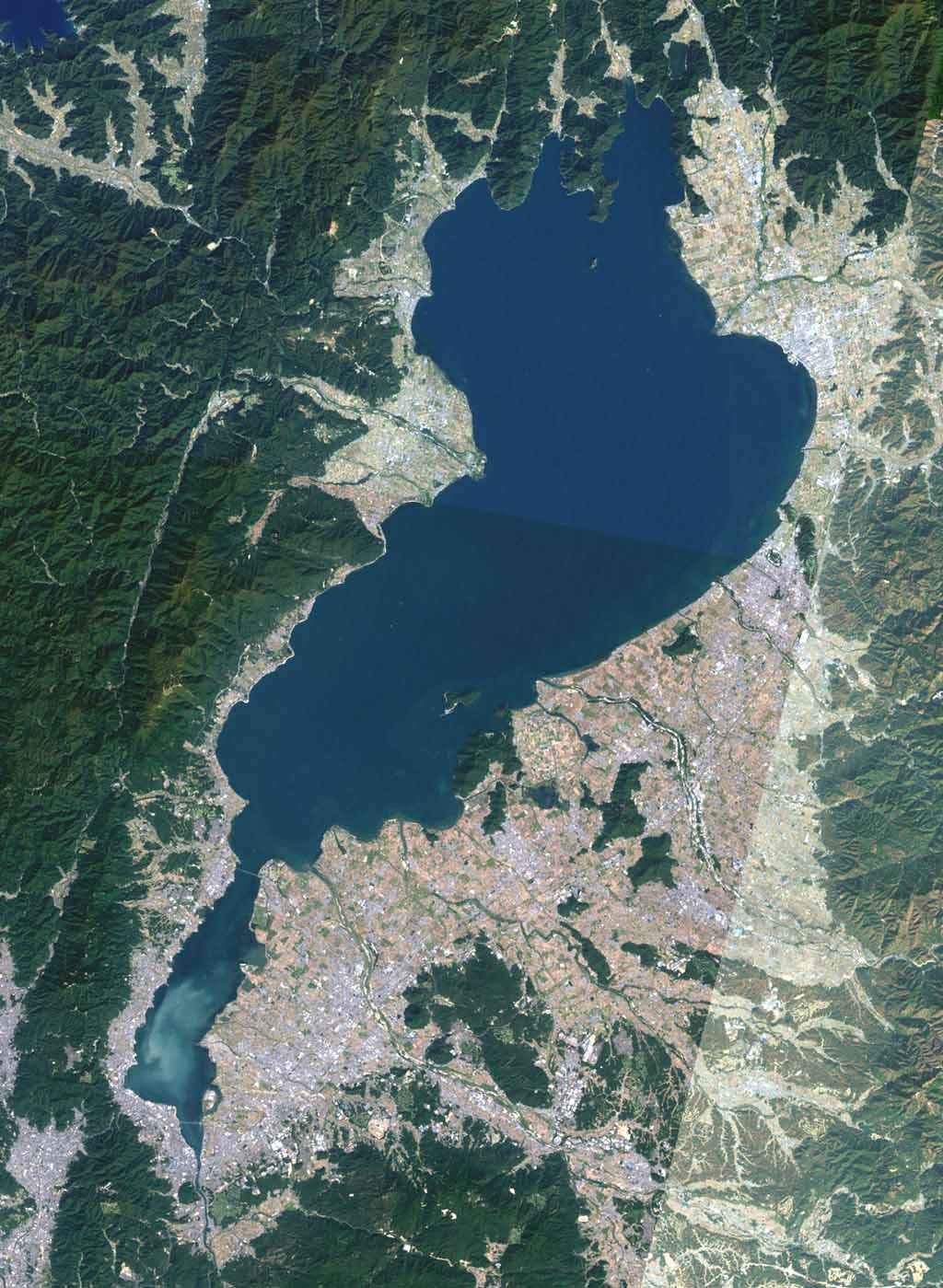
Lago Biwa visto desde el espacio.

### Ciudades
- Higashiōmi
- Hikone
- Kōka
- Konan
- Kusatsu
- Maibara
- Moriyama
- Nagahama
- Ōmihachiman
- Ōtsu (capital)
- Rittō
- Takashima
- Yasu

### Pueblos
Estos son los pueblos de cada distrito:
- Distrito de Echi
  - Aishō
- Distrito de Gamō
  - Hino
  - Ryūō
- Distrito de Inukami
  - Kōra
  - Taga
  - Toyosato

## Demografía
La población está concentrada en la orilla sur del Lago Biwa, en la ciudad de Otsu (adyacente a Kioto) y en la orilla este del lago. Las orillas oeste y norte son más rurales y orientadas a la hostelería, con playas de arena blanca. En años recientes, muchos brasileños se han trasladado a Shiga para trabajar en fábricas. 26.471 extranjeros viven en Shiga, y el 36% de extranjeros son brasileños, en diciembre de 2010. La prefectura emite un programa de información semanal en portugués en la cadena Biwako Broadcasting desde abril de 2011.
| 1970 | 889.768   |  |
| 1975 | 985.621   |  |
| 1980 | 1.079.898 |  |
| 1985 | 1.155.844 |  |
| 1990 | 1.222.411 |  |
| 1995 | 1.287.005 |  |
| 2000 | 1.342.832 |  |
| 2005 | 1.380.361 |  |
| 2010 | 1.410.272 |  |

## Cultura

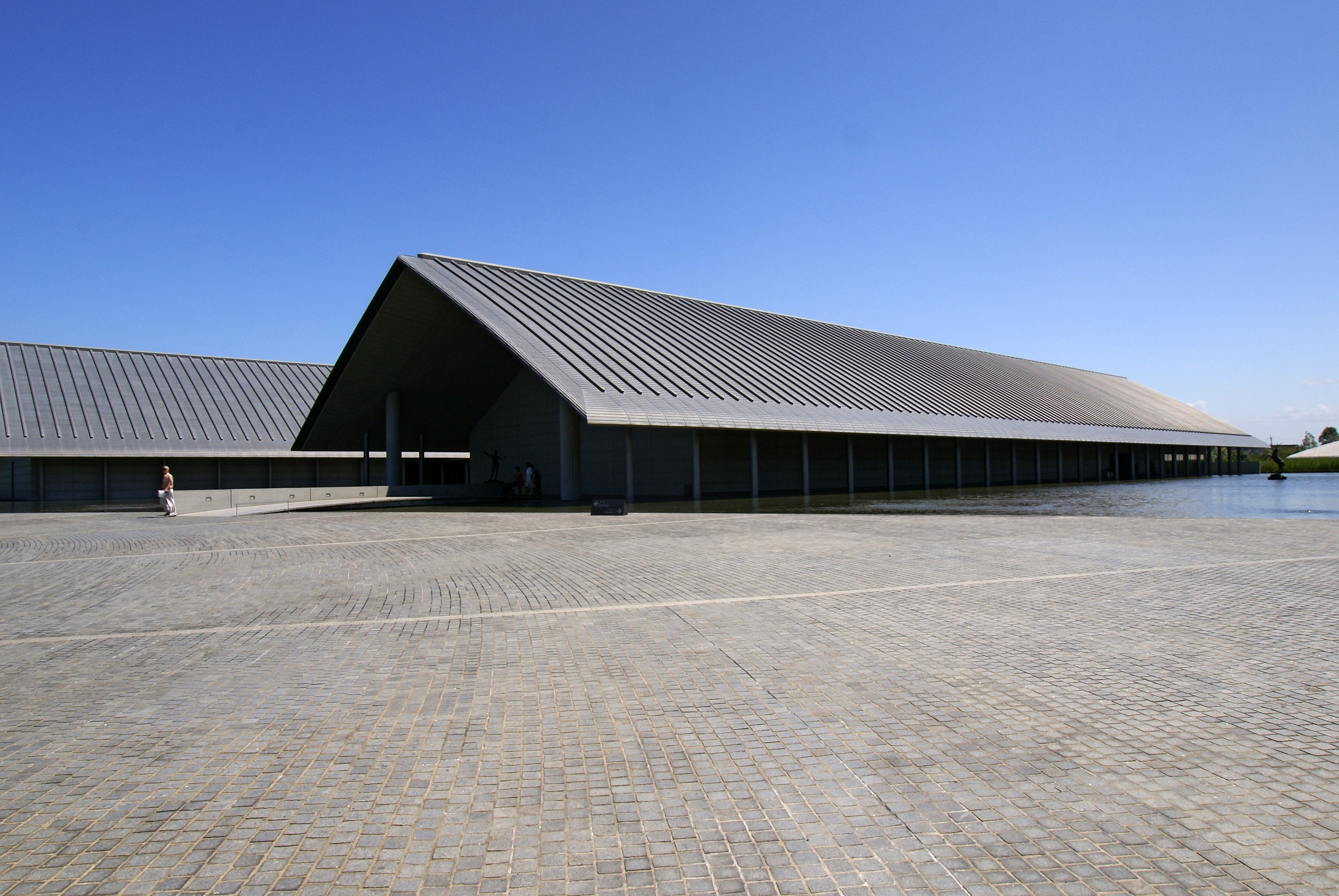
Museo de Arte Sagawa

En Biwa (ahora parte de Nagahama) se encuentra la Compañía de Títeres Bunraku Tradicionales Tonda. Fundada en la década de 1830, la compañía es uno de los teatros de Bunraku más activos en Japón. Toyosato y Higashiomi son conocidos por ser la meca del Goshu ondo, un tipo de música folclórica japonesa.
En Moriyama se encuentra el Museo de Arte Sagawa, en Kusatsu el Museo Lago Biwa y en Kōka el Museo Miho. En Kōka, una casa ninja se conserva como atracción turística.

## Turismo

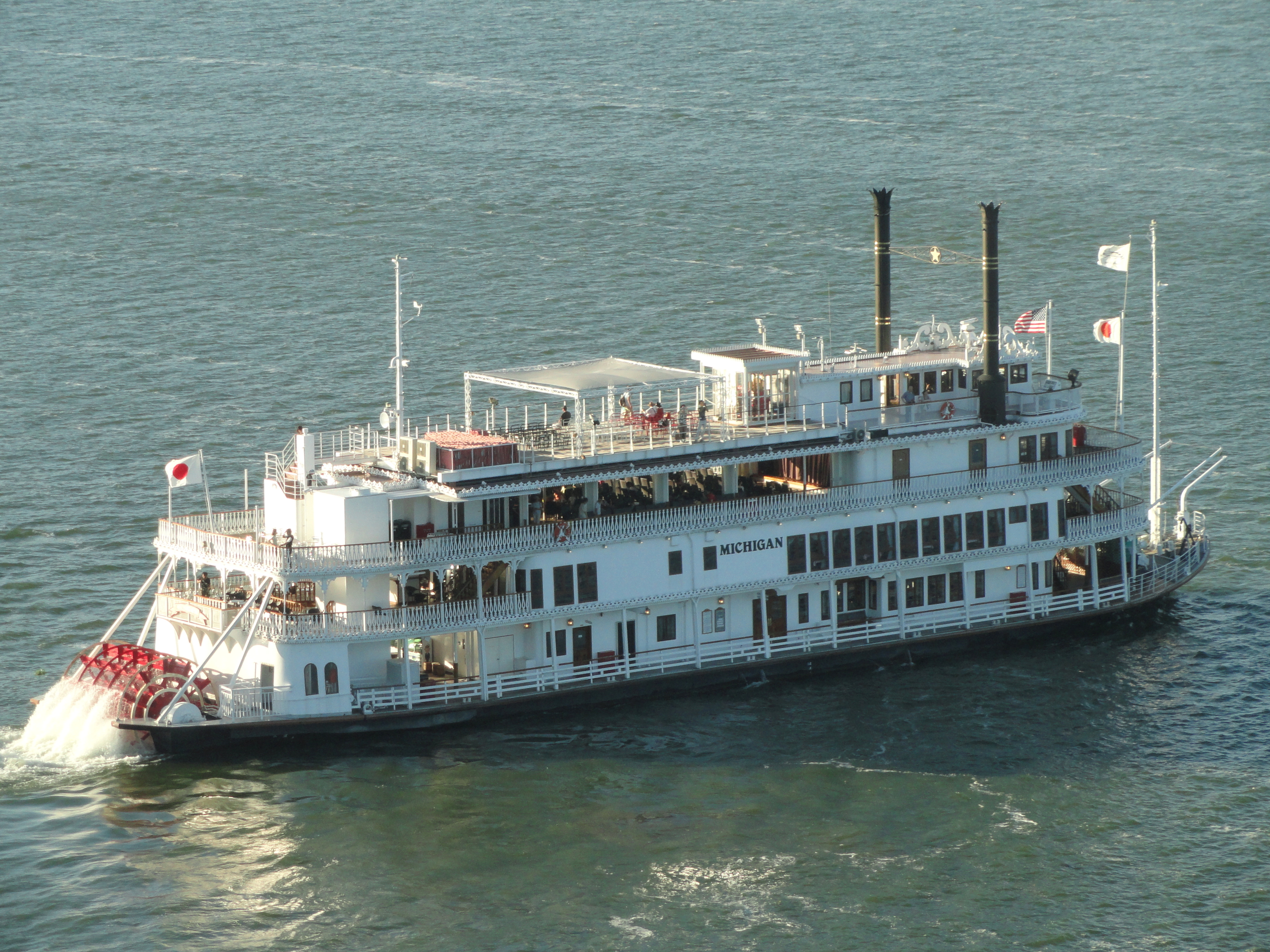
En el Puerto de Otsu, los barcos ofrecen cruceros al Lago Biwa

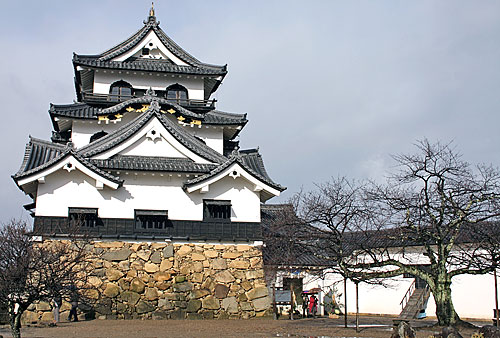
Castillo Hikone

Shiga tiene muchas atracciones turísticas, pero suelen ser eclipsadas por su más famosa vecina Kioto, por lo que muchos turistas extranjeros nunca han oído hablar de Shiga. Sobre cuatro millones de turistas extranjeros visitaron Japón en 2000, pero solo 65.000 visitaron Shiga.
La puertas principales de entrada a Shiga son la Estación de Maibara al norte y la ciudad de Otsu al sur.
La atracción más importante de Shiga es el Lago Biwa. La orilla norte tiene la atracción del hanami de Kaizu Osaki en primavera. La orilla oeste tiene playas de arena blanca, populares entre los turistas de Kioto durante el verano. El paisaje de la orilla sur fue seleccionado por Omi Hakkei como una de las Ocho Vistas de Omi, popularizadas por los ukiyo-e de Hiroshige. Desafortunadamente, la mayorías de las ocho vistas originales han desaparecido o han cambiado de lo que eran en su época. Una de las vistas es el templo Ukimido en Katata, al norte de Otsu.
Se pueden obtener vistas del lago sobre algunas carreteras de montaña como la carretera de Oku-Biwako hacia el norte y el camino de Hiei-zan y Oku-Hiei en la orilla sur. En Otsu, el restaurante en la cima del Hotel Otsu Prince proporciona una vista panorámica soberbia del lago y la ciudad.
Shiga tiene 807 Tesoros Nacionales y Propiedades de Importancia Cultural, siendo la cuarta prefectura con mayor número. Al igual que otras prefecturas, Shiga tiene festivales únicos, como el festival hikiyama (festival de desfile de carrozas). El festival hikiyama se celebra en diez áreas incluyendo Nagahama, Otsu, Maibara, Hino, Minakuchi y otras. El festival hikiyama en Nagahama se celebra en abril y es uno de los tres mayores festivales hikiyama de Japón, y fue elegido como Propiedad Cultural Intangible Importante en 1979. Durante este festival se montan carrozas adornadas con escenarios en miniatura en donde chicos cualificados (interpretando papeles masculinos y femeninos) actúan en obras de kabuki. Por otra parte, en la ciudad de Higashiomi (antiguamente Yōkaichi) se celebra cada mayo un Festival de Cometas Gigante.
El edificio histórico más famoso de Shiga es el Castillo Hikone, uno de los cuatro castillos tesoros nacionales de Japón. La torre del castillo está bien preservada y tiene muchos cerezos. Otro edificio famoso es el Templo Ishiyama en Otsu. Tiene una habitación donde se escribió una de las novelas más famosas de Japón, Genji Monogatari.